# Эльба (остров)

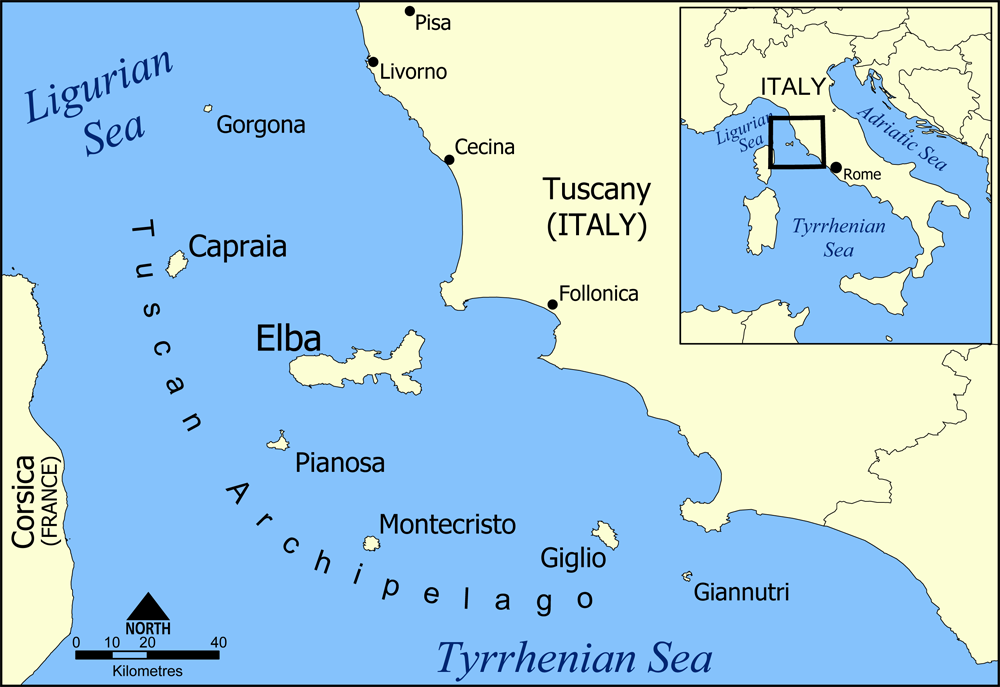
Эльба на карте Тосканского архипелага

Э́льба, древняя Ильва или Эталия (итал. Isola d'Elba, лат. Ilva insula) — остров в Тосканском архипелаге, расположенный в 10 км от прибрежного города Пьомбино (от которого отделён проливом Пьомбино). Находится в Средиземноморье, отделяя Лигурийское море (на севере) от Тирренского моря (на юге).
Административно остров Эльба находится в Италии, в составе провинции Ливорно, регион Тоскана.

## География
Эльба является наибольшим островом Тосканского архипелага и третьим по площади островом в Италии после Сицилии и Сардинии.
На территории Эльбы и других островов Тосканского архипелага (Горгоны, Капраи, Пьянозы, Монтекристо, Джильо и Джаннутри) находится Национальный парк Тосканского архипелага. Французский остров Корсика, от которого остров Эльба отделён Корсиканским проливом, находится в 50 км к западу.
Площадь — 223 км², береговая линия — 147 км. Максимальная высота над уровнем моря — 1019 м (гора Капанне).
Берег острова Эльба горист, извилист и живописен.

### Геология и горное дело

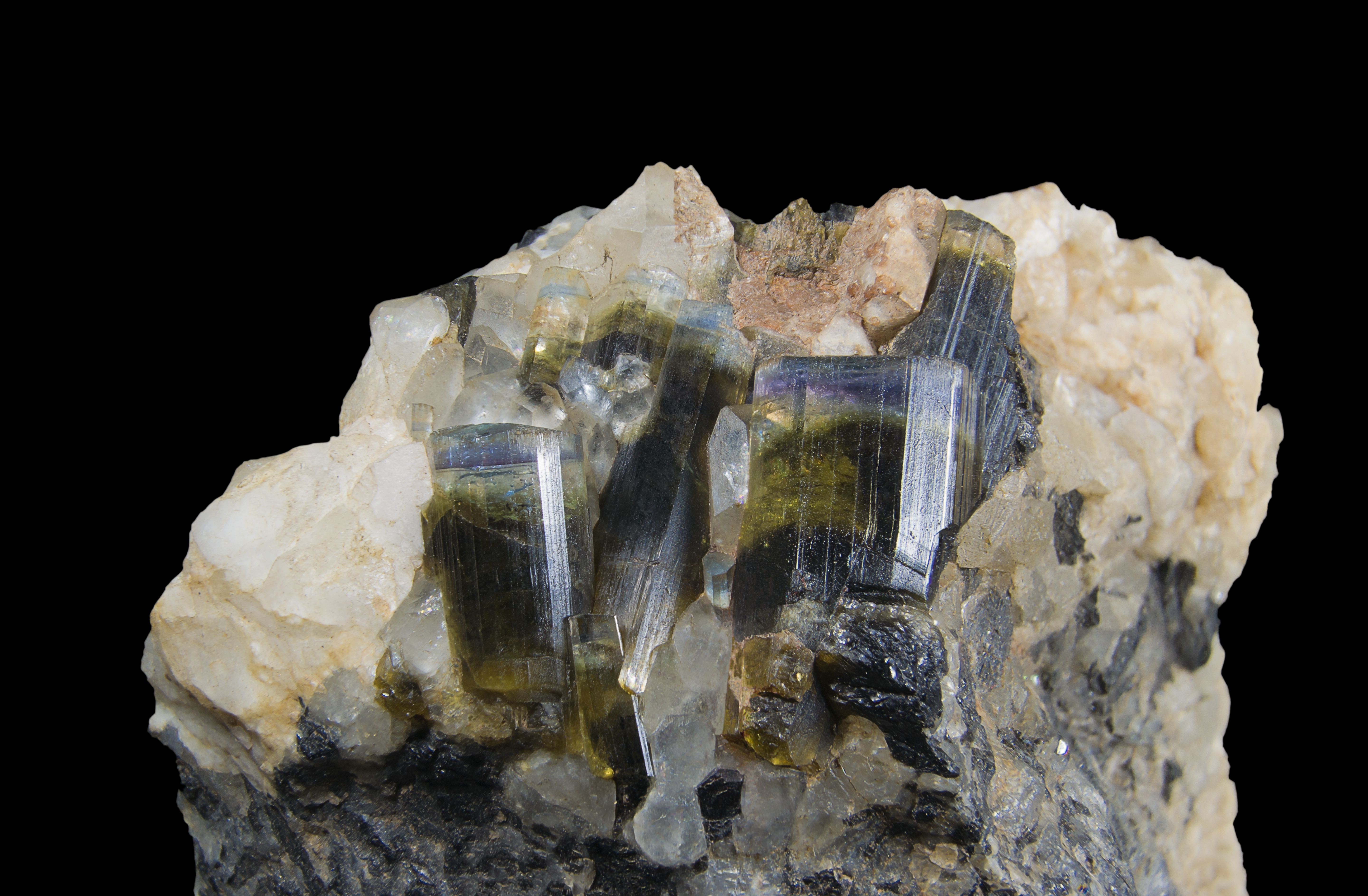
Эльбаит с острова Эльба

На острове разрабатывались месторождения, главным образом железные руды. Горные склоны, где раньше добывали железную руду, покрыты разноцветными насыпями — красными, чёрными, бурыми и синими.
Многие естественноисторические музеи имеют коллекции минералов с острова, это главным образом: эльбаит (разновидность турмалина), полевой шпат, берилл, цеолит, поллуцит, кварц и другие.
Весной 1908 года остров посетил А. Е. Ферсман, который изучал местные пегматиты и минералы.

## История
Остров известен с античных времен благодаря месторождениям железа. Первые шахты были созданы этрусками, затем, после 480 до н. э. железо добывали римляне. Греки называли остров Aethalia («пламя») из-за огня, горевшего при выплавке железа.
После падения Римской империи остров подвергался разрушительным набегам варваров и сарацин.
В начале XI века остров перешёл под контроль Пизы. Позже, в 1399 году Пиза была продана семье Висконти из Милана, остров был приобретён родом Аппиано из Пьомбино, который владел им в течение двух столетий. В 1546 году часть острова перешла в руки Козимо I Медичи, который построил крепость в Портоферрайо, назвав её «Cosmopoli». В 1577 году эта часть острова вернулась к Аппиани.
В 1603 году Филипп II Испанский захватил Порто Адзурро и построил там две крепости.
В 1802 году остров стал французским владением. Его экономика стала процветать.

### Наполеон на Эльбе
После заключения Фонтенблоского договора в 1814 году французский император Наполеон I Бонапарт был сослан на Эльбу. Ему разрешали держать личную охрану из шестисот человек, также Наполеон был объявлен Императором острова. Морские границы острова контролировались британскими военными судами.
Наполеон провёл ряд экономических и социальных реформ для улучшения экономики острова. Он находился на Эльбе в течение 9 месяцев и 21 дня, после чего переправился с острова во Францию 26 февраля (см. Сто дней).
С пребыванием Наполеона на Эльбе был связан английский палиндром: «Able was I ere I saw Elba» (примерный перевод: «Мог всё я, прежде чем я увидел Эльбу»).

### Дальнейшая история
После Венского конгресса остров перешёл к Великому герцогству Тосканскому. В 1860 году остров стал частью создаваемого Королевства Италии.
17 июня 1944 года французские войска заняли Эльбу, освободив остров от немецких солдат. Неверные данные разведки и сильная оборона острова привели к тому, что сражение было тяжелее, чем ожидалось.
22 декабря 2001 года на Эльбе известный фридайвер Жак Майоль покончил жизнь самоубийством.

## Административное деление
На острове расположено 8 коммун: Портоферрайо, Кампо-нелль'Эльба, Каполивери, Марчана, Марчана-Марина, Порто-Адзурро, Рио-Марина и Рио-нелль'Эльба.

## Экономика

### Туризм
Сегодня остров известен своими винами, а также это популярное туристическое место.
На острове есть два дома-музея Наполеона.
Самый быстрый способ добраться туда — это взять машину напрокат в аэропорту Флоренции или Пизы, (можно из Рима, Милана, Генуи, Турина и других аэропортов) и доехать до города Пьомбино, и далее переплыть на пароме на остров. До любой точки острова легко доехать на машине за 1-2 часа.

## Галерея

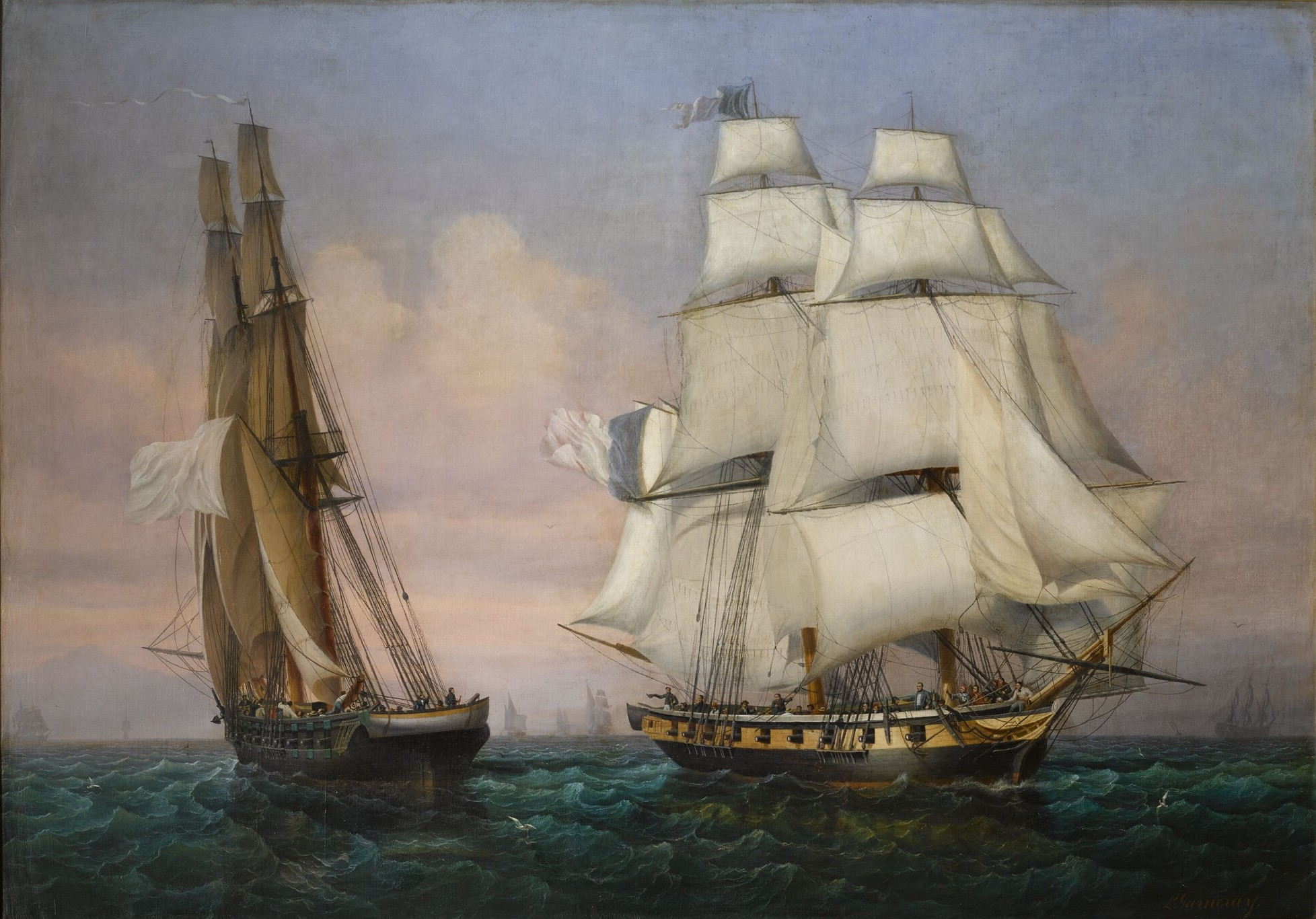
Возвращение Наполеона Бонапарта с Эльбы
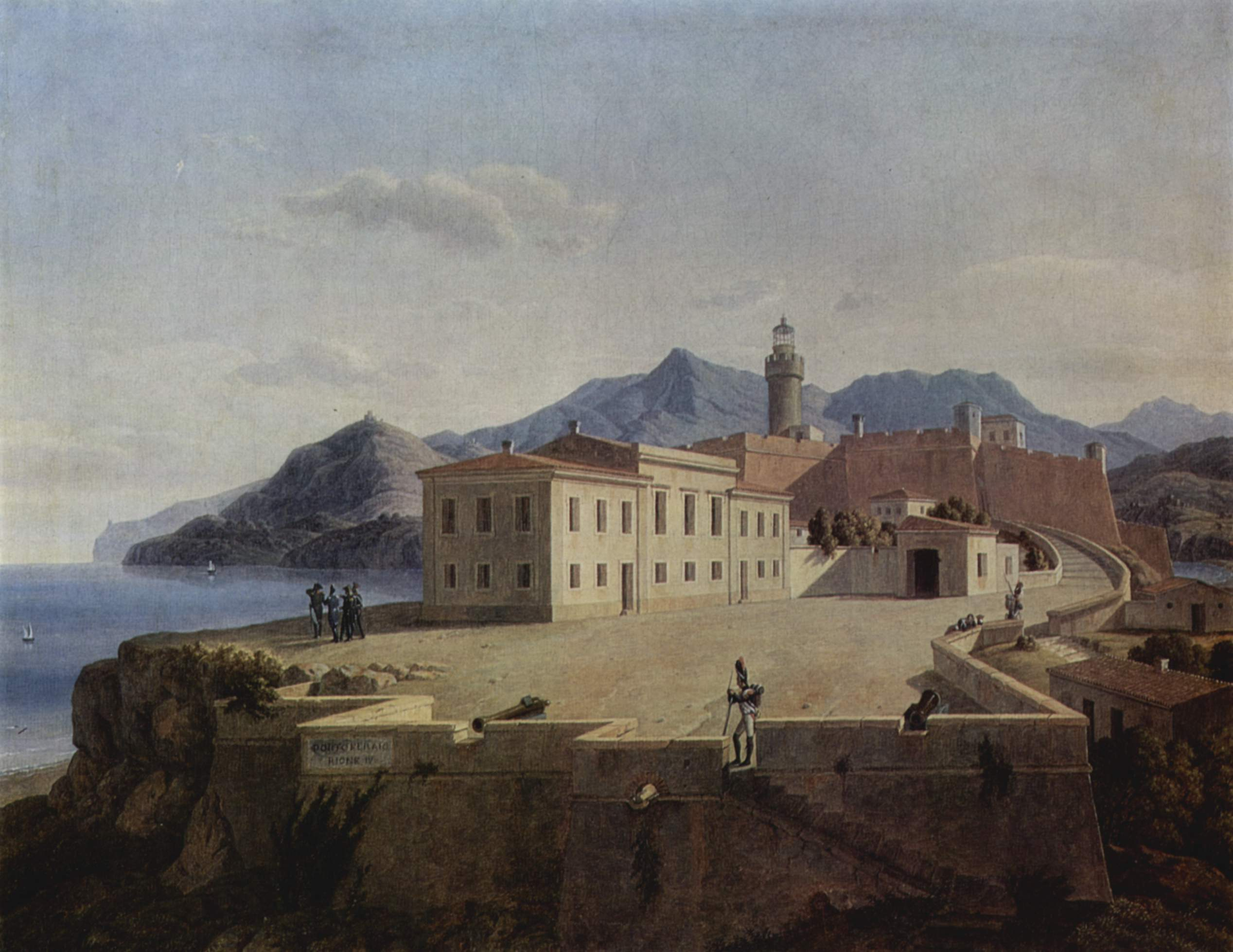
Наполеон в Портоферрайо. Кленце (1839)
Восточное побережье Эльбы
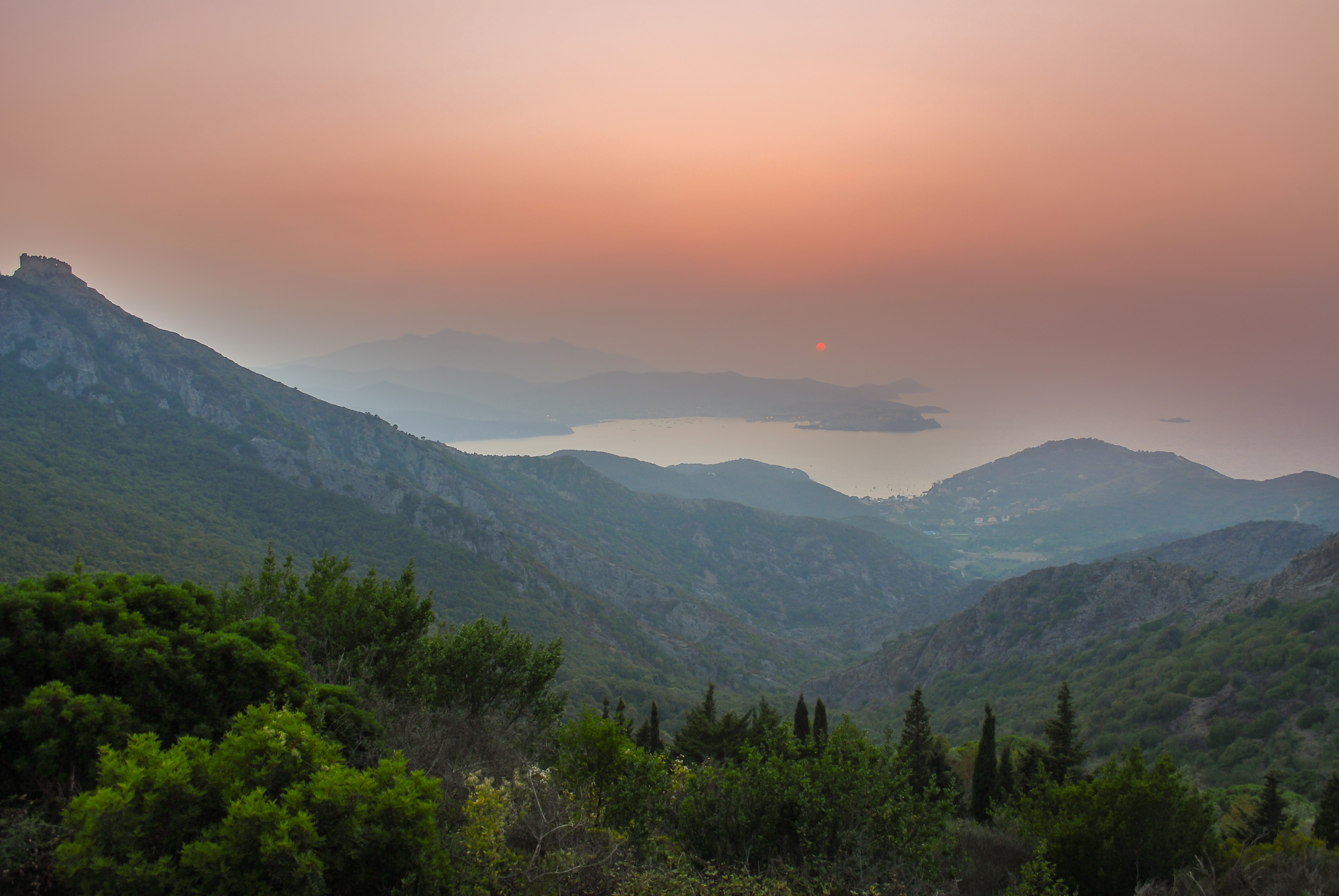
Побережье Эльбы